# Cyclocross Zolder

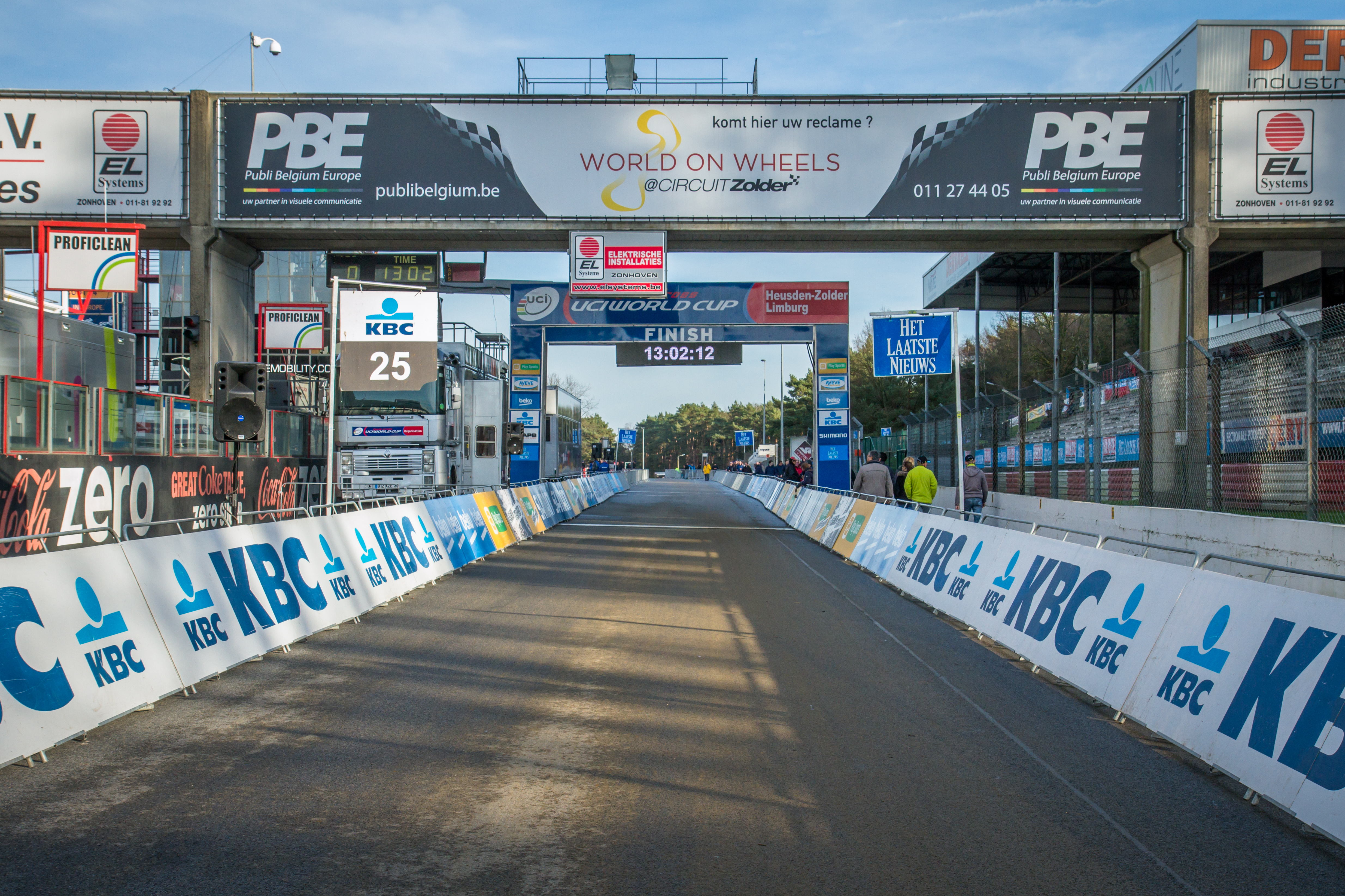
Start- und Ziellinie

Das Cyclocross Zolder ist ein belgisches Cyclocrossrennen. Es wird auf dem Gelände des Circuit Zolder ausgerichtet.

## Geschichte
Schon vor der Etablierung des heutigen, jährlich stattfindenden Rennens richtete Heusden-Zolder mehrfach Meisterschaftsrennen aus, so 1967 die belgischen Meisterschaften und 1970 die Weltmeisterschaften. Im UCI-Cyclocross-Weltcup stand das Rennen erstmals 2000, als Testlauf für die Weltmeisterschaften 2002. Seit 2008 wird es jährlich ausgetragen, als Nachfolger des Weltcuprennens von Hofstade. Im Weltcup verblieb das Rennen bis 2019, es fand traditionell am 26. Dezember innerhalb der Kerstperiode statt. In diese Zeit fiel auch die Ausrichtung erneuter Weltmeisterschaften (2016). Seit 2020 gehört der Cyclocross Zolder zur Superprestige-Serie; da der 26. Dezember weiterhin vom Weltcup beansprucht wird, ist das Rennen in Zolder nunmehr auf den 27. Dezember gerückt.
Während die Start- und Ziellinie mit der des Motorsport-Rennstrecke identisch ist, findet der Rest des Rennens im Gelände statt; dazu zählt auch der Anstieg auf den innerhalb der Rennstrecke liegenden Sacramentsberg.

## Siegerliste

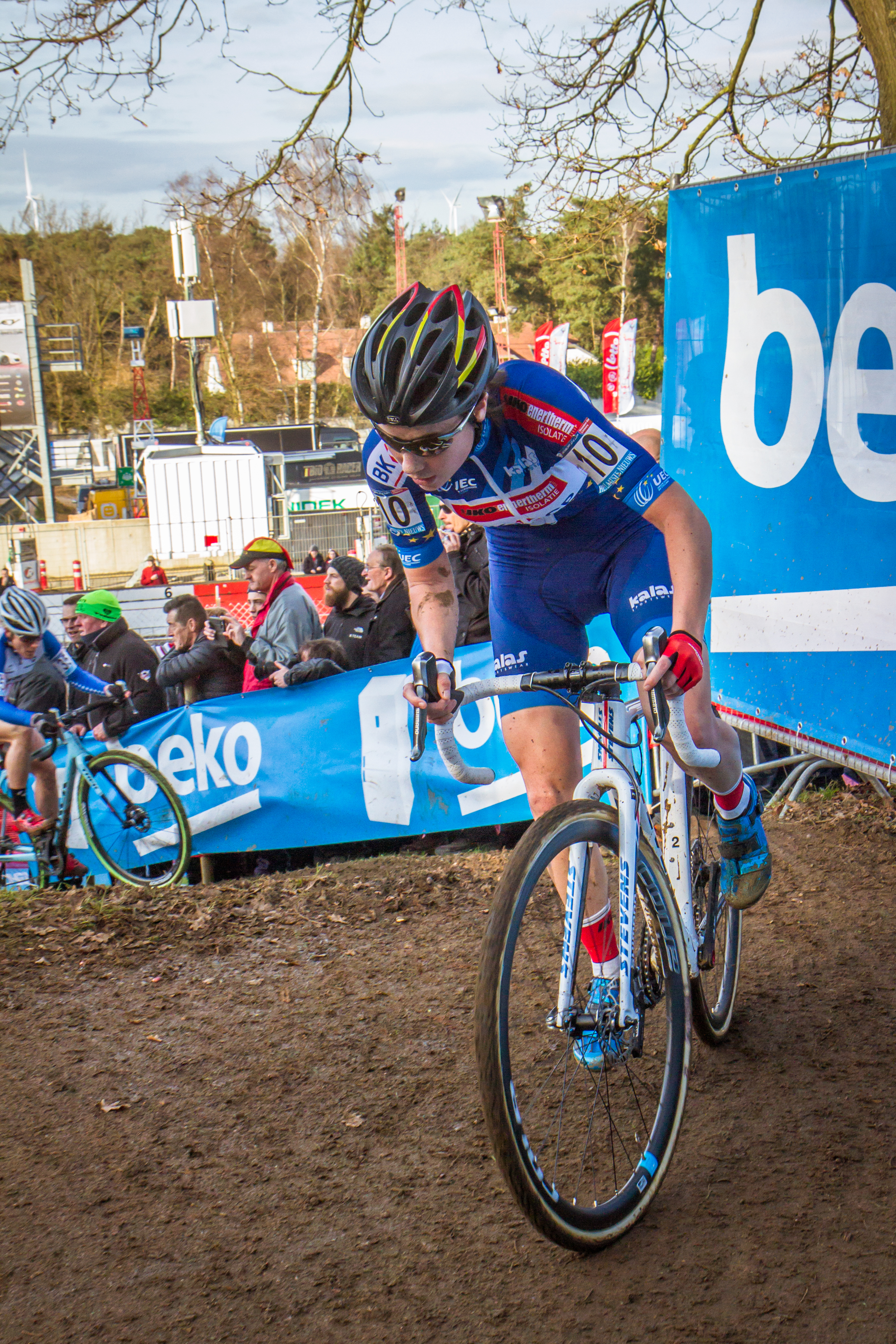
Sanne Cant auf dem Weg zum Sieg 2015

Die Gewinner der diversen Meisterschaftsrennen sind unter Meisterschaften aufgeführt, die der regulären, jährlich ausgetragenen Rennen unter Frauen bzw. Männer.

### Frauen
- 2001:  Hanka Kupfernagel
- 2002–2007: nicht ausgetragen
- 2008:  Marianne Vos
- 2009:  Marianne Vos
- 2010:  Katherine Compton
- 2011:  Marianne Vos
- 2012:  Marianne Vos
- 2013:  Katherine Compton
- 2014:  Marianne Vos
- 2015:  Sanne Cant
- 2016:  Marianne Vos
- 2017:  Sanne Cant
- 2018:  Marianne Vos
- 2019:  Lucinda Brand
- 2020:  Lucinda Brand
- 2021:  Lucinda Brand
- 2022:  Ceylin del Carmen Alvarado
- 2023:  Fem van Empel

### Männer
- 2001:  Sven Nys
- 2002–2007: nicht ausgetragen
- 2008:  Thijs Al
- 2009:  Kevin Pauwels
- 2010:  Lars Boom
- 2011:  Kevin Pauwels
- 2012:  Sven Nys
- 2013:  Lars van der Haar
- 2014:  Lars van der Haar
- 2015:  Mathieu van der Poel
- 2016:  Wout van Aert
- 2017:  Mathieu van der Poel
- 2018:  Mathieu van der Poel
- 2019:  Mathieu van der Poel
- 2020:  Mathieu van der Poel
- 2021:  Wout van Aert
- 2022:  Wout van Aert
- 2023:  Wout van Aert

### Meisterschaften
- Belgische Meisterschaften 1967:  Erik De Vlaeminck / kein Frauenrennen
- Cyclocross-Weltmeisterschaften 1970:  Erik De Vlaeminck / kein Frauenrennen
- Cyclocross-Weltmeisterschaften 2002:  Mario De Clercq /  Laurence Leboucher
- Cyclocross-Weltmeisterschaften 2016:  Wout van Aert /  Thalita de Jong